# Liz Lynne
Pour les articles homonymes, voir Lynne.
Liz Lynne, née le 22 janvier 1948 à Woking, est une femme politique britannique.
Membre des Libéraux-démocrates, elle est députée du Parlement du Royaume-Uni de la circonscription de Rochdale du 9 avril 1992 au 1er mai 1997 puis députée européenne de la circonscription des West Midlands du 10 juin 1999 au 3 février 2012.